# 槍衣七五三太
槍衣 七五三太（やりい しめた）は、日本の漫画家。男性。主に成人向け漫画雑誌で活動している。

## 来歴
2004年、『コミックメガストアH』（コアマガジン）2005年1月号掲載の「Remote Control」で商業誌デビュー。以後、同社発行の『コミックホットミルク』、『コミックメガストア』等の成人向け漫画雑誌に作品が掲載されている。
また、同人サークル「one shot」から自身の同人誌を発行している。

## 作品リスト

### 単行本
成人向け作品
1. 『恋する放課後』 2007年1月19日[2]、コアマガジン〈メガストアコミックス110〉、ISBN 978-4-86252-112-5
2. 『あいらぶ!』 2009年9月19日[2]、コアマガジン〈メガストアコミックス230〉、ISBN 978-4-86252-693-9
3. 『ふたりきりの放課後』 2012年1月19日[2]、コアマガジン〈メガストアコミックス327〉、ISBN 978-4-86436-224-5